# Счастливого Рождества, Чарли Мэнсон!
«Счастливого Рождества, Чарли Мэнсон!» (англ. Merry Christmas, Charlie Manson!) — 16-й эпизод 2-го сезона (№ 29) сериала «Южный Парк», премьера которого состоялась 9 декабря 1998 года.

## Сюжет
Картман вместе с мамой отправляется в гости к своим родственникам, живущим в Небраске; вместе с ним туда собираются Кайл и Кенни. Стэн тоже хочет поехать, однако Шерон запрещает ему, и он уезжает с ребятами без спроса, разочаровавшись в семейных ценностях. По дороге к бабушке Эрик и Лиэн постоянно поют одну и ту же песню, сводя остальных ребят с ума. На рекламном плакате ребята видят объявление о том, что в местном супермаркете с детьми встречается мистер Хэнки. Когда они приезжают в дом бабушки, всех детей ждёт разочарование — Картман получает «дурацкую» рубашку вместо ожидаемого большого подарка, а все члены семьи Картмана поголовно оказываются копиями его самого, со всеми неприятными повадками. Во время праздничного ужина они впервые видят дядю Эрика, Ховарда, который получает возможность присутствовать на ужине с помощью спутникового телевидения. Позже, этой же ночью, мальчики слышат, как кто-то забирается в дом, и обнаруживают сбежавшего из тюрьмы дядю Ховарда и его сокамерника — знаменитого убийцу Чарльза Мэнсона.
Мальчики хотят попасть в супермаркет, чтобы увидеть мистера Хэнки, но никто из родственников Картмана не хочет с ними идти. Картмана просят приглядеть за его кузеном Элвином. В поисках того, чем бы заняться, Мэнсон предлагает ребятам сходить в супермаркет. Однако, там выясняется, что мистер Хэнки стал торговым брендом, и вместо него в магазине сидит человек в его костюме; кроме того, продаётся многочисленная атрибутика, связанная с мистером Хэнки, а по телевизору демонстрируются рождественские сказки о нём. Мэнсон вместе с Кенни смотрит одну из сказок и, умилившись, добреет. Кайл и Стэн встречаются с мистером Хэнки, в котором Кайл опознает самозванца, и в магазине начинается детское восстание. Ребята (и Чарльз Мэнсон) сбегают из супермаркета, когда полицейские, приехавшие усмирять восстание, узнают Мэнсона, и участвуют в погоне, транслируемой по телевидению (все думают, что Чарльз захватил детей в заложники).
Тем временем в доме Картманов все смотрят шоу Терренса и Филлипа и придают мало значения тому факту, что в дом прибывает Чарльз Мэнсон и на пару с дядей Ховардом объявляют всех присутствующих в доме своими заложниками. Дядя Ховард и Мэнсон решают бежать через окно в туалете, и Стэн просится вместе с ними, потому что его ищут его разозлённые родители. Однако, Мэнсон учит Стэна тому, что надо ценить семью, и тот меняет своё решение. Чарльз и Ховард добровольно сдаются и поют рождественскую песню. Родители Стэна признают, что были не правы, когда запрещали ему встретить Рождество с друзьями, и соглашаются отложить наказание до окончания праздников. В финале семья Картманов вместе со Стэном и Кайлом приходит к Мэнсону в тюрьму и поёт ему рождественский гимн «Hark! The Herald Angels Sing».

## Смерть Кенни
Когда полиция окружает дом Картманов, Мэнсон с дядей Картмана решают сдаться. Вперед они выпускают Кенни с белым флагом. Один из полицейских кричит: «Смотрите, у него в руках белый флаг! Открыть огонь!» Кенни изрешечивают пулями, после чего Мэнсон кричит: «О Боже мой, они убили малыша в оранжевой курточке!» Кайл добавляет: «Сволочи!»

## Пародии
- Одна из книг, написанных Мэнсоном (их названия видны в конце эпизода), — «Are you there God? It’s me, Manson». Позже в сериале выйдет эпизод «Are You There God? It’s Me, Jesus». Оба названия являются отсылкой к скандальной книге «Ты здесь, Бог? Это я, Маргарет».
- Когда в дом семьи Картманов забираются дядя Ховард и Мэнсон, на Эрике надета футболка из эпизода «Набор веса 4000».
- Мультфильм «О злобном кале» является пародией на мультфильм 1966 года «Как Гринч украл Рождество»
- Когда Мэнсон, удирая от полицейских, выезжает с парковки, пародируется побег Сары Коннор из психиатрической лечебницы.

## Факты
- В этом эпизоде появляется инопланетянин: его голова появляется во время погони вместо татуировки на лбу у сидящего за рулем Мэнсона.
- По пути к дому бабушки Лиэн и Эрик поют песню дня Благодарения на слова Лидии Марии Чайлд «Over the River and through the Woods».
- Слова Мэнсона о важности семьи намекают на его «семью» (англ. Manson family) — преступную группировку, которую он возглавлял.
- Номер на тюремной робе Чарльза Мэнсона — 06660.
- Роль поддельного мистера Хэнки озвучил Дайан Бахар, приятель Трея Паркера и Мэтта Стоуна по колледжу.
- На стене в доме Картманов висит овальная картина с Эриком в образе волхва (с посохом, в древнем одеянии и с крестом над головой).